# Giacomo da Campli
Giacomo da Campli (Campli, documenté de 1461 à 1479 ) est un peintre italien actif au 
XVe siècle principalement dans la province de Teramo (Abruzzes).

## Biographie
On ne connaît pas la date de naissance de ce peintre originaire de Campli près de Teramo documenté de 1461 à 1479.
Giacomo da Campli a été actif surtout à Campli, d'où son nom, mais aussi à Teramo et en quelques villes de la province de Chieti.
Localement il a dû faire face à la concurrence du peintre Andrea de Litio qui bénéficiait de commandes les plus importantes.

## Œuvres
- Padre Eterno e angeli, Pietà e devoti, sant'Agostino e san Nicola da Tolentino ou « Madonna del Voto  », Museo civico diocesiano, Visso,
- Madonna con Bambino in trono, tempera sur bois, 124 × 63 cm, Museo Nazionale d'Abruzzo, L'Aquila,
- Polittico del Melograno, Musée civique, Teramo,
- Madonna con il Puer Doloris, Musée capitolaire, Ortona,
- Madonna in trono che allatta il piccolo Gesù, église Santa Maria in platea, Campli,
- Madonna del Latte, fresque, église Sant'Anna dei Pompetti, Teramo.
- Fresques, église Sant'Antonio, Cascia,

Couvent San Giuliano, L'Aquila :
- San Ludovico da Tolosa, tempera sur bois,
- Madonna in trono adorante il Bambino, tempera sur bois,
- Sant'Antonio da Padova, tempera sur bois,

Santa Vittoria, Materano, Marches :
- Annunciazione (v.1471) fresque,
- Funerali della Madonna, fresque,
- Crocifissione di Cristo e donatori, fresque,

## Sources
- Voir liens externes